# Kumiko Ōkawa
Kumiko Ōkawa (jap. 大川 久美子, Ōkawa Kumiko; * 22. Februar 1946 in der Präfektur Osaka), verheiratete Kumiko Satō (佐藤 久美子, Satō Kumiko), ist eine ehemalige japanische Eiskunstläuferin, die im Einzellauf startete.
Ōkawa wurde 1967 und 1968 japanische Meisterin. Im Zeitraum von 1964 bis 1968 nahm sie an Weltmeisterschaften teil. Ihr bestes Ergebnis war der fünfte Platz, den sie bei den Weltmeisterschaften 1967 und 1968 erreichte. Es war die bis zu diesem Zeitpunkt beste Platzierung einer Japanerin bei Weltmeisterschaften. Zwei Mal vertrat Ōkawa Japan bei den Olympischen Spielen. 1964 wurde sie 13., und 1968 belegte sie den achten Platz.  
Ōkawa heiratete den japanischen Eiskunstlaufrekordmeister Nobuo Satō. Ihre gemeinsame Tochter Yuka Satō wurde 1994 Eiskunstlaufweltmeisterin. Wie ihr Ehemann arbeitete Ōkawa nach Beendigung ihrer Wettkampfkarriere als Eiskunstlauftrainerin.

## Ergebnisse
| Wettbewerb / Jahr          | 1959 | 1960 | 1961 | 1962 | 1963 | 1964 | 1965 | 1966 | 1967 | 1968 |
| -------------------------- | ---- | ---- | ---- | ---- | ---- | ---- | ---- | ---- | ---- | ---- |
| Olympische Winterspiele    |      |      |      |      |      | 13.  |      |      |      | 8.   |
| Weltmeisterschaften        |      |      |      |      |      | 13.  | 12.  | 10.  | 5.   | 5.   |
| Japanische Meisterschaften | 3.   | 3.   | 3.   | 3.   | 2.   | 2.   | 2.   | 2.   | 1.   | 1.   |